# Estrada Parque Interbairros (DF-081)
A Estrada Parque Interbairros (DF-081 ou EPIB) é uma rodovia do Distrito Federal, no Brasil. Tem como função ligar as rodovias DF-079 (EPVP) e BR-450/DF-003 (EPIA).